# Broeikaseffect

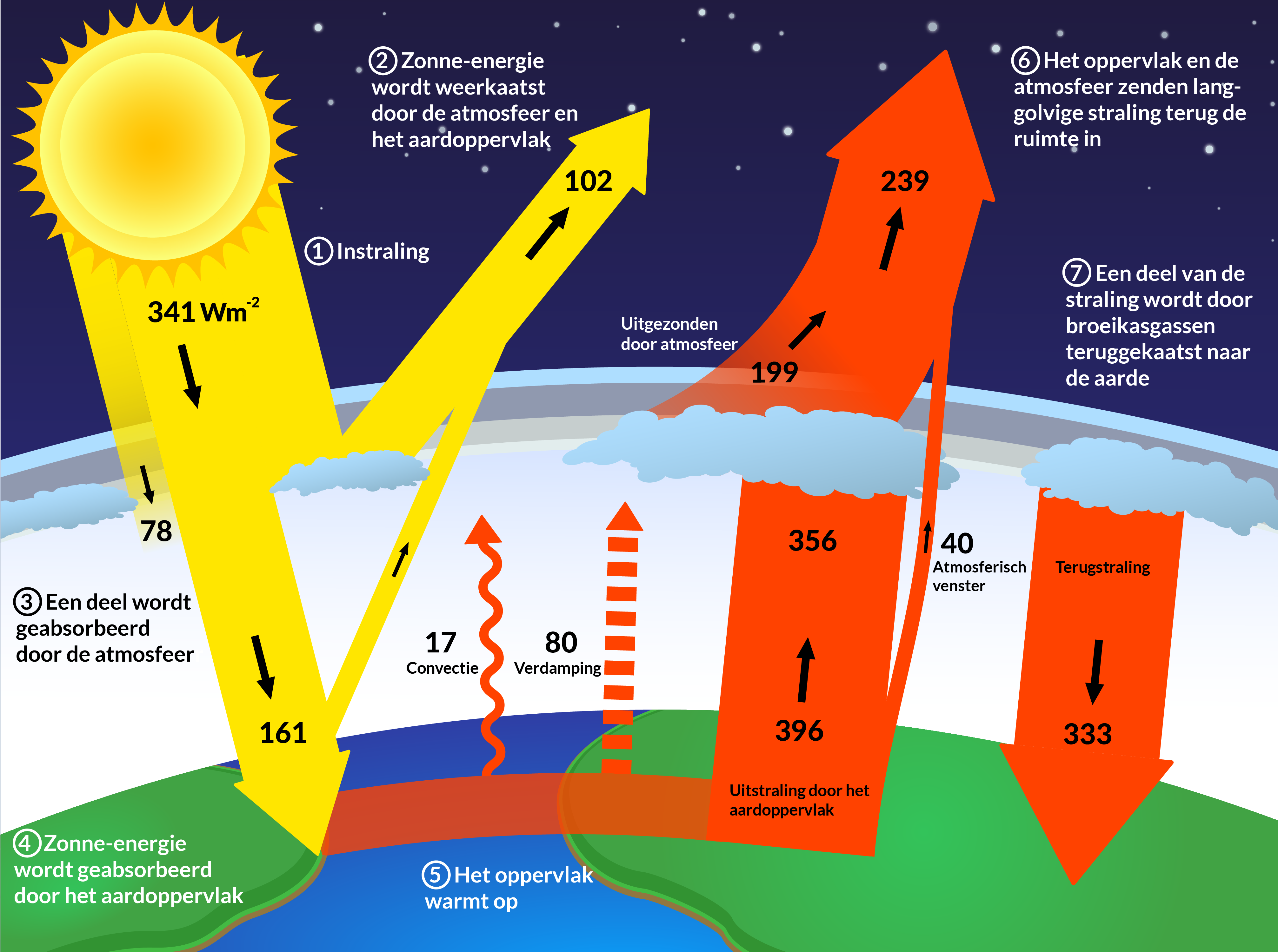
Schematisch overzicht van het broeikaseffect. Inkomende zonnestraling wordt opgenomen door het aardoppervlak en weer uitgezonden als langegolfstraling. Broeikasgassen nemen deze straling op en zenden een deel hiervan weer uit naar het aardoppervlak.
(Bron: KlimaatHelpdesk.org)

Het broeikaseffect is het proces waarbij warmtestraling van een planetair oppervlak geabsorbeerd wordt door atmosferische broeikasgassen en vervolgens uitgezonden wordt in alle richtingen. Doordat een deel wordt teruggezonden naar het aardoppervlak, neemt de oppervlaktetemperatuur toe. De atmosfeer is selectief transparant: het laat zichtbaar licht van de zon wel bijna volledig door. Zonder het broeikaseffect, dus zuiver het effect van zonlicht en aardwarmte, zou de oppervlaktetemperatuur op Aarde gemiddeld -18 °C zijn; feitelijk is zij echter +15 °C. Het effect is genoemd naar de broeikas waar een glazen of plastic overkapping de uitstraling van warmte tegenhoudt en zo de temperatuur in de broeikas laat oplopen.
Menselijk handelen, zoals ontbossing en de verbranding van fossiele brandstoffen zorgen ervoor dat op Aarde de concentratie van een aantal broeikasgassen stijgt, waardoor het broeikaseffect wordt versterkt. Dit leidt tot de opwarming van de Aarde.

## Werking
De temperatuur van het aardoppervlak wordt bepaald door een evenwicht van een aantal factoren.
Bijdragen die warmte toevoegen zijn:
- Straling van de zon die niet meteen wordt teruggekaatst;
- Aardwarmte.

Warmte wordt aan het oppervlak onttrokken door:
- Verdamping van water
- Convectie
- Infrarode straling van het aardoppervlak naar het heelal (uitstraling), volgens de Wet van Stefan-Boltzmann.

Door verdamping en convectie wordt warmte op verschillende manieren getransporteerd. Door verdamping koelt het aard- of zeeoppervlak af waarna de warme en vochtige lucht opstijgt en wolken vormt. Bij deze wolkvorming komt de aan het aardoppervlak opgenomen warmte tijdens het condensatieproces weer vrij zodat er per saldo warmte van het aardoppervlak naar hogere luchtlagen getransporteerd is. Dit warmte- en watertransport levert een belangrijke bijdrage aan de temperatuurstijging op hogere breedtegraden.
Andere warmtebronnen, zoals het verbranden van fossiele brandstoffen, zijn - afgezien van de gerelateerde emissies van broeikasgassen - ten opzichte van in- en uitstraling verwaarloosbaar.
De bijdrage van het zonlicht en de afname van de warmte door de uitstraling zijn op een ingewikkelde manier afhankelijk van een aantal omstandigheden:
- IJs en sneeuw verminderen de hoeveelheid geabsorbeerde zonnestraling en verminderen bovendien de uitstraling;
- Wolken kaatsen zonlicht terug maar hinderen aan de andere kant de uitstraling;[3]
- Broeikasgassen absorberen straling uit beide richtingen, met per saldo een vermindering van de uitstraling;
- Fijn stof in de lucht weerkaatst vooral zichtbaar licht en vermindert dus per saldo de opwarming door de zon, bovendien vergemakkelijkt het de vorming van wolken;
- Sommige stoffen (zoals roet) maken wolken minder reflecterend, andere stoffen (zoals zwaveldioxide) juist méér. Ook beïnvloedt roet de hoeveelheid reflectie van ijs.

Er stelt zich een evenwicht in doordat de uitstraling van infrarood toeneemt bij stijgende temperatuur. De inkomende straling van de zon is van een kortere golflengte (veelal zichtbaar licht), dan de uitstraling (veelal infrarode straling). Broeikasgassen absorberen vooral infrarode straling en kaatsen het terug naar het aardoppervlak, maar absorberen minder van de inkomende straling van de zon. Dit verhoogt de evenwichtstemperatuur op de Aarde, en wordt het broeikaseffect genoemd.
Voorbeelden van broeikasgassen zijn waterdamp (veroorzaakt 36-70% van het broeikaseffect, wolken niet meegeteld), kooldioxide (CO2, veroorzaakt 9-26%), methaan (CH4, veroorzaakt 4-9%) en ozon (O3, veroorzaakt 3-7%).
Bij lachgas is de broeikaswerking circa 300 maal groter dan die van koolstofdioxide. In het algemeen is de uitstoot van lachgas relatief beperkt, ook op wereldschaal. Het kan echter tot anderhalve eeuw duren voordat het afgebroken is. Daarom wordt het ook tot de belangrijkste broeikasgassen gerekend, waarbij het tot 7% van het broeikaseffect verklaart.
De hoeveelheid waterdamp in de lucht is sterk afhankelijk van de temperatuur: hoe warmer, hoe meer verdamping er plaatsvindt, hoe meer waterdamp er in de lucht zit. Ook neemt de maximale hoeveelheid waterdamp per liter lucht toe met toenemende temperaturen, volgens de wet van Clausius-Clapeyron. De hoeveelheid andere broeikasgassen bepaalt dus in sterke mate de concentratie waterdamp.

## Analogie met echte broeikas
De vergelijking tussen een broeikas en het aardse broeikaseffect gaat niet goed op. In een broeikas stijgt de temperatuur ten opzichte van de omgeving. De primaire oorzaak hiervan is dat de lucht in de kas niet wordt ververst (in tegenstelling tot buiten de broeikas). Het broeikaseffect verwijst echter naar een stralingsval, waarbij broeikasgassen door het in zonlicht opgewarmde aardoppervlak uitgezonden infrarode straling absorberen en gedeeltelijk weer terug naar beneden reflecteren. Het idee dat een daadwerkelijke broeikas op een vergelijkbare manier als stralingsval werkt doordat gereflecteerd zonlicht in de kas van een langere golflengte is en daardoor wordt tegengehouden door het glas, is onjuist. R.W. Wood toonde reeds in 1909  met een simpel experiment aan dat dit niet opgaat. Hij gebruikte twee verder identieke kassen, een van glas en de ander van steenzout. De laagfrequente straling die in de stralingsval voor warmteopwekking moet zorgen wordt wel door glas maar niet door steenzout gereflecteerd. Als de stralingsval-hypothese juist is zou de glazen kas een aanzienlijk hogere temperatuur moeten krijgen. Beide kassen kregen echter vrijwel dezelfde temperatuur, waarmee werd aangetoond dat het "broeikaseffect" in daadwerkelijke broeikassen nauwelijks een rol speelt. De opwarming is hier vooral een gevolg van de geblokkeerde convectie, die normaal de opwarmende lucht naar boven zou afvoeren. De aardatmosfeer kan haar warmte naar boven toe echter alleen kwijt aan het vacuüm van de ruimte en convectie begrenst zich op aarde tot de troposfeer. Warmtestraling is dus de enige vorm van warmteverlies voor de aarde als geheel, en om die reden is de stralingsval waar de naam "broeikaseffect" naar verwijst hier verhoudingsgewijs een veel grotere factor.

## Ontdekking van het broeikaseffect
Het broeikaseffect is in de loop van de 19e eeuw ontdekt door de gecombineerde observaties van verschillende wetenschappers. In 1827 kwam de Fransman Joseph Fourier met het idee dat de temperatuur alleen verklaard kon worden door onzichtbare warmtestraling. De Amerikaanse natuurkundige Eunice Newton Foote publiceerde in 1856 voor de AAAS haar onderzoek naar de opwarming van lucht door de zon, en hoe die opwarming toenam onder invloed van koolstofdioxide. De Ier John Tyndall maakte in 1861 resultaten bekend van laboratoriummetingen, waaruit bleek dat waterdamp en gassen als kooldioxide warmtestraling opnamen. Hij dacht dat variaties in die gassen klimaatveranderingen konden verklaren.
In 1896 publiceerde de Zweed Svante Arrhenius berekeningen van temperatuurveranderingen op Aarde door variaties in de hoeveelheid kooldioxide. Een verdubbeling leidde volgens hem tot een opwarming van 4 tot 6 graden. In 1906 stelde hij dat echter bij naar 1,6 graden. Arrhenius wordt dan ook beschouwd als de ontdekker van de opwarming van de Aarde.

## Het broeikaseffect op andere planeten
Een planeet die een sterk broeikaseffect heeft, is de planeet Venus. Doordat Venus dichter bij de zon staat dan de aarde, valt op basis van een verhoogde warmte-instraling een hogere oppervlaktetemperatuur dan op Aarde te verwachten. Het verschil is echter veel groter dan op basis van het verschil in afstand verwacht mag worden, en de oppervlaktetemperatuur van Venus (480 °C) is hoger dan die van Mercurius, hoewel Mercurius veel dichter bij de zon staat.
De oorzaak is dat Venus een zeer dichte atmosfeer heeft, die voor het grootste deel uit het broeikasgas CO2 bestaat. Het broeikaseffect is op Venus dan ook zeer sterk. Mercurius daarentegen heeft vrijwel geen atmosfeer, en derhalve ook geen broeikaseffect. De hoeveelheid instraling is op de door de zon beschenen kant weliswaar erg hoog, maar de uitstraling is ook erg hoog. Hierdoor zijn de verschillen tussen dag- en nachttemperatuur zeer groot (in de orde van +250 en -250 graden Celsius).
Op basis van foto's van Mars gemaakt door de Mars Global Surveyor en de NASA Odyssey-missie valt af te leiden, dat de laatste 3 jaar de CO2-ijskap op Mars krimpt. Berekeningen van Fenton, Geissler en Haberle ondersteunen de verklaring dat het smelten van de CO2-ijskap op Mars door een positieve feedback-loop van stofstormen komt.

## Huidige versterking van het broeikaseffect

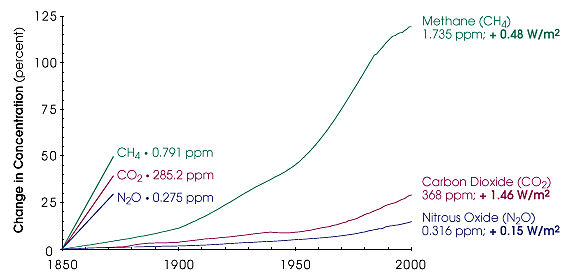
Toename van broeikasgassen en hun bijdrage (bron: NASA)

In de loop van de twintigste eeuw zijn er verscheidene modellen ontworpen die een systematische stijging van de hoeveelheid broeikasgassen in de atmosfeer beschrijven. Dit wordt het versterkte broeikaseffect genoemd. Eind jaren vijftig begon men systematisch de koolstofdioxideconcentratie in de atmosfeer te meten. Pionier op dit gebied was Charles David Keeling (1928-2005), die als eerste de concentraties met grote nauwkeurigheid en langdurig registreerde. Dit deed hij zowel op de Mauna Loa-vulkaan op Hawaï, als op het Amerikaanse militaire Zuidpool-station. Na twee jaar meten meldde hij dat de kooldioxideconcentratie in de atmosfeer wereldwijd aan het stijgen was. Metingen uit 2013 laten een gemiddelde concentratie van circa 395 ppm (parts per million) CO2 zien. Toen Keeling begon te meten was dit 315 ppm en uit luchtbelletjes opgesloten in de ijskap van Antarctica wordt geconcludeerd dat deze concentratie voor aanvang van de Industriële revolutie ongeveer 280 ppm was. Het is waarschijnlijk dat deze stijging is te wijten aan menselijke activiteiten; ruwweg 75% door verbranding van fossiele brandstoffen en 25% door massale ontbossing en daaraan verwante erosie.

Toename CO_{2} in de aardatmosfeer

De gemeten hoeveelheid CO2 in de atmosfeer is sinds de Industriële revolutie gestegen van ca. 270 naar ca. 395 ppm (januari 2013). Uit ijsboringen is bekend dat de concentratie CO2 in de afgelopen 800.000 jaar niet eerder zo hoog is geweest als nu. De herkomst van deze stoffen is met zekerheid vast te stellen uit metingen van isotopenconcentraties van de koolstof hierin. Koolstof uit fossiele brandstof bevat nauwelijks de isotoop koolstof-14 door de 200 miljoen jaar ondergrondse opslagtijd, gedurende welke koolstof-14 vervallen is tot stabielere isotopen. In de atmosfeer wordt continu koolstof-14 bijgemaakt, onder invloed van kosmische straling. De samenstelling van de toegenomen CO2 in de atmosfeer bevat weinig koolstof-14, wat wijst op herkomst van fossiele brandstof. Ook in de oceanen neemt de concentratie CO2 toe, wat resulteerde in een toename van de zuurgraad (pH) met 0,1 tot dusver. CO2 vormt in water immers koolzuur (H2CO3) en dit is een zuur.

### Verband tussen CO2en temperatuur
Er is een duidelijk verband tussen de CO2-concentratie en de temperatuur op aarde, maar daaruit is de relatie tussen oorzaak en gevolg niet direct af te leiden. Allerlei wederzijdse positieve en negatieve terugkoppelingsmechanismen zorgen voor deze complexe relatie. Eén ervan is dat de oplosbaarheid van CO2 in water afneemt als de temperatuur stijgt. Wel reageert het CO2-gehalte veel trager op een verandering in de temperatuur dan andersom: als de temperatuur stijgt dan gaat het CO2-gehalte na 800 tot enkele duizenden jaren ook omhoog, maar als het CO2-gehalte stijgt neemt de temperatuur al binnen veertig jaar toe.
Zonder externe invloeden zoals het verbranden van fossiele brandstoffen of veranderingen in de aardbaanparameters (die leiden tot ijskapvariaties) zijn de veranderingen van temperatuur en broeikasgasgehaltes door de terugkoppelingsmechanismen aan elkaar gerelateerd. Onduidelijk blijft wat hierbij oorzaak en wat gevolg is. Als de temperatuur verandert door veranderingen in de aardbaanparameters, dan nemen de broeikasgasgehaltes (langzaam) toe en als de broeikasgasgehaltes toenemen, dan neemt de temperatuur (snel) toe. Het is dus alleen zinvol om in termen van oorzaak en gevolg te spreken als er externe invloeden zijn.
Het atmosferische CO2-gehalte is in de afgelopen 100 jaar met circa 100 ppm gestegen. Deze stijging is veel te groot om te kunnen worden verklaard door de temperatuurstijging van 0,7 graad over deze periode. Zij is ook te groot om te kunnen worden verklaard uit temperatuurfluctuaties uit het verleden, die eeuwen later effecten kunnen hebben. Het is dus aannemelijk dat in de afgelopen 100 jaar de temperatuur is gestegen door de toename van het CO2-gehalte en niet andersom.

### Ontkenning van het broeikaseffect
Het broeikaseffect door CO2 wordt door verschillende mensen ook ontkend. Met als invloedrijkste politicus Donald Trump ("It's snowing outside") die het broeikaseffect ook een Chinees complot noemt. Voor veel ontkenners is bijvoorbeeld het feit dat planten middels fotosynthese CO2 opnemen al voldoende om te ontkennen dat (een desondanks stijgend CO2-gehalte) CO2 een klimaatopwarmend effect kan hebben.

### Gashydraten
Een extra motor voor het broeikaseffect bij een opwarmende aarde zou zijn, dat er op dit moment op de bodem van de oceanen en onder de permanent bevroren bodem in Canada en Rusland (dit wordt permafrost genoemd) geologische structuren bevinden die veel methaan (CH4) opgeslagen hebben. De verdamping hiervan wordt tegengehouden door de permafrost. Deze zogenaamde gashydraten zouden vrijkomen als de bodem niet meer permanent bevroren is en zo zou de atmosfeer sterk verrijkt worden met het broeikasgas methaan.